# 金伯莉·安妮·田舍利
金伯莉·安妮·沃爾特馬斯·田舍利（1992年1月22日—），小名Kim或Kimmy，為泰德籍著名女演員及模特。現為泰國第3電視台旗下藝人。

## 生平
Kim於1992年1月22日出生於德國柏林。父親為德西混血，與母親在美國相識並結婚。Kim是家中的第四個孩子，上有兩個哥哥分別叫Thomas，Daniel，還有一姊Jennifer。Kim出生後即在德國居住一段時間，並在當地接受了學前教育，直至七歲才隨家人移居泰國定居。
2018年Kim於暹羅大學美術應用學院畢業。

## 演藝經歷
Kim在八歲時就開始走秀並涉足演藝圈，並在九歲獲得第一個拍攝廣告的機會。後於18歲搭檔男星阿提查·春那儂（Aum）主演首部電視劇《築夢莊園之喜馬拉雅》，正式進入演藝圈。
2010年出演三台40週年台慶劇《築夢莊園》系列劇之《喜馬拉雅》，並在該年憑藉此劇入圍《Top Awards 2010》女新人獎及榮獲三台Fanclub Award 2010年最受歡迎女新人第二名。
2011年接演《愛的奇蹟》和《黃金三人組》，並和《愛的奇蹟》男主柯爾士艾達·潘恩溫（Smart）共同接了2011年和2012年的海倫仙度絲泰國地區廣告代言。
2012年被泰國女星安·通巴頌（Anne）選中作為其首部製作劇《假扮女傭》的女主，同年還接拍另一部電視劇《欲念之力》。Kim在2012至2013年期間，憑藉這兩部劇而人氣竄升。
2013年主演《藩籬情緣》。
2014年接演《龍裔黑幫》系列劇之《老虎》，並且再次接拍安·通巴頌（Anne）的劇《情牽一線》。

## 个人生活
Kimberly于2013年9月开始与普林·苏帕拉交往。两人于2022年4月17日在瑞士卢塞恩的布尔根施托克酒店订婚。

## 影視作品

### 電視劇
| 首播年份 | 戲名                                     | 戲名   | 播放平台    | 角色                                             | 備註                |
| 首播年份 | 譯名                                     | 原文名 | 播放平台    | 角色                                             | 備註                |
| 2009     | 《雲上的寶石》                           |        | Ch3Thailand | 走秀模特                                         | 特別出演 （第16集） |
| 2010     | 《築夢莊園之喜馬拉雅》                   |        | Ch3Thailand | Thipthara （Nam）                                | 主演                |
| 2010     | 《築夢莊園之心火》                       |        | Ch3Thailand | Thipthara （Nam）                                | 特別出演            |
| 2010     | 《築夢莊園之魅力》                       |        | Ch3Thailand | Thipthara （Nam）                                | 女配角              |
| 2011     | 《愛的奇蹟》                             |        | Ch3Thailand | Nichamon Chutiman                                | 主演                |
| 2011     | 《黃金三人組2011》                       |        | Ch3Thailand | Arunsri／Aew                                     | 主演                |
| 2012     | 《假扮女傭2012》                         |        | Ch3Thailand | Ameeka                                           | 主演                |
| 2013     | 《欲念之力》                             |        | Ch3Thailand | Soodapa （Krathae）                              | 主演                |
| 2013     | 《藩籬情緣》                             |        | Ch3Thailand | Nalin （Bua）                                    | 主演                |
| 2015     | 《情牽一線》                             |        | Ch3Thailand | Priprao （Proud）                                | 主演                |
| 2015     | 《龍裔黑幫之老虎》                       |        | Ch3Thailand | Wanvisa Jitrawarabanjong （Wan）                 | 主演                |
| 2015     | 《親愛的女魔》                           |        | Ch3Thailand | Pimchanok                                        | 主演                |
| 2016     | 《情歌愛的故事之Close To My Heartbeats》 |        | One 31      | C. Dane                                          | 主演                |
| 2016     | 《這個平凡的男子2016》                   |        | Ch3Thailand | Anusaniya Woralertluk （Nut）                    | 主演                |
| 2017     | 《天鵝套索》                             |        | Ch3Thailand | Pimlapas                                         | 主演                |
| 2018     | 《尖峰2018》                             |        | Ch3Thailand | Anchan Ratchasri                                 | 主演                |
| 2019     | 《查龍藥師》                             |        | Ch3Thailand | Chaba                                            | 主演                |
| 2020     | 《宛如我心2020》                         |        | Ch3Thailand | Thasika Kanyawadee 公主                          | 主演                |
| 2021     | 《雙生花2021》                           |        | Ch3Thailand | Pilatluck（Pit）／Dueanyad（Duean） （孿生姊妹） | 主演                |
| 2023     | 《皇家醫生》                             |        | Ch3Thailand | Chaba                                            | 主演                |
| 2023     | 《探查醫秘》                             |        | Ch3Thailand |                                                  | 主演                |

## 外部鏈接
- 金伯莉·安妮·田舍利於Channel 3的官方網站 （页面存档备份，存于）
- 金伯莉·安妮·田舍利的Instagram帳戶
- 金伯莉·安妮·田舍利的X（前Twitter）（泰文）